# Nora Stiasny
Nora Stiasny (* als Eleonore Zuckerkandl am 16. Dezember 1898 in Wien, Österreich; † 1942) war ein Opfer der nationalsozialistischen Gewaltherrschaft. Sie wurde mit ihrer Mutter, ihrem Ehemann und dem  gemeinsamen Sohn am 9. April 1942 in das  Durchgangslager Izbica deportiert und ermordet.

## Leben
Nora Stiasny war eine Tochter des Mediziners Otto Zuckerkandl und seiner Frau Amalie Zuckerkandl, die Gustav Klimt zu einem unvollendeten Gemälde Modell stand. Sie war eine Nichte des österreichischen Industriellen Victor Zuckerkandl, der für seine große Kunstsammlung bekannt war.
Nora heiratete Paul Stiasny. Sie bekamen 1921 den gemeinsamen Sohn, Otto.
Nach der Scheidung ihrer Eltern 1919 und dem Tod ihres Vaters 1921 lebte Nora mit ihrer Mutter in bescheidenen Verhältnissen im Sanatorium Purkersdorf, das ihrem Onkel Victor gehörte.
Nach dem Tod Victor Zuckerkandls im Jahr 1927 wurde seine Kunstsammlung unter der näheren Verwandtschaft aufgeteilt bzw. versteigert. Aus dem Nachlass erhielt Noras Mutter einige Gemälde. Das Sanatorium Purkersdorf wurde an Nichten und Neffen vererbt – 1/6-Anteil ging an Nora Stiasny.
Unmittelbar nach dem Anschluss Österreichs im Jahr 1938 requirierte die SA Möbel und andere Sachwerte. Die 1942 vor der Deportation verlangte Vermögenserklärung von Nora Stiasny zählt unter anderen Werten ein Gemälde im Wert von 5000 Reichsmark auf.

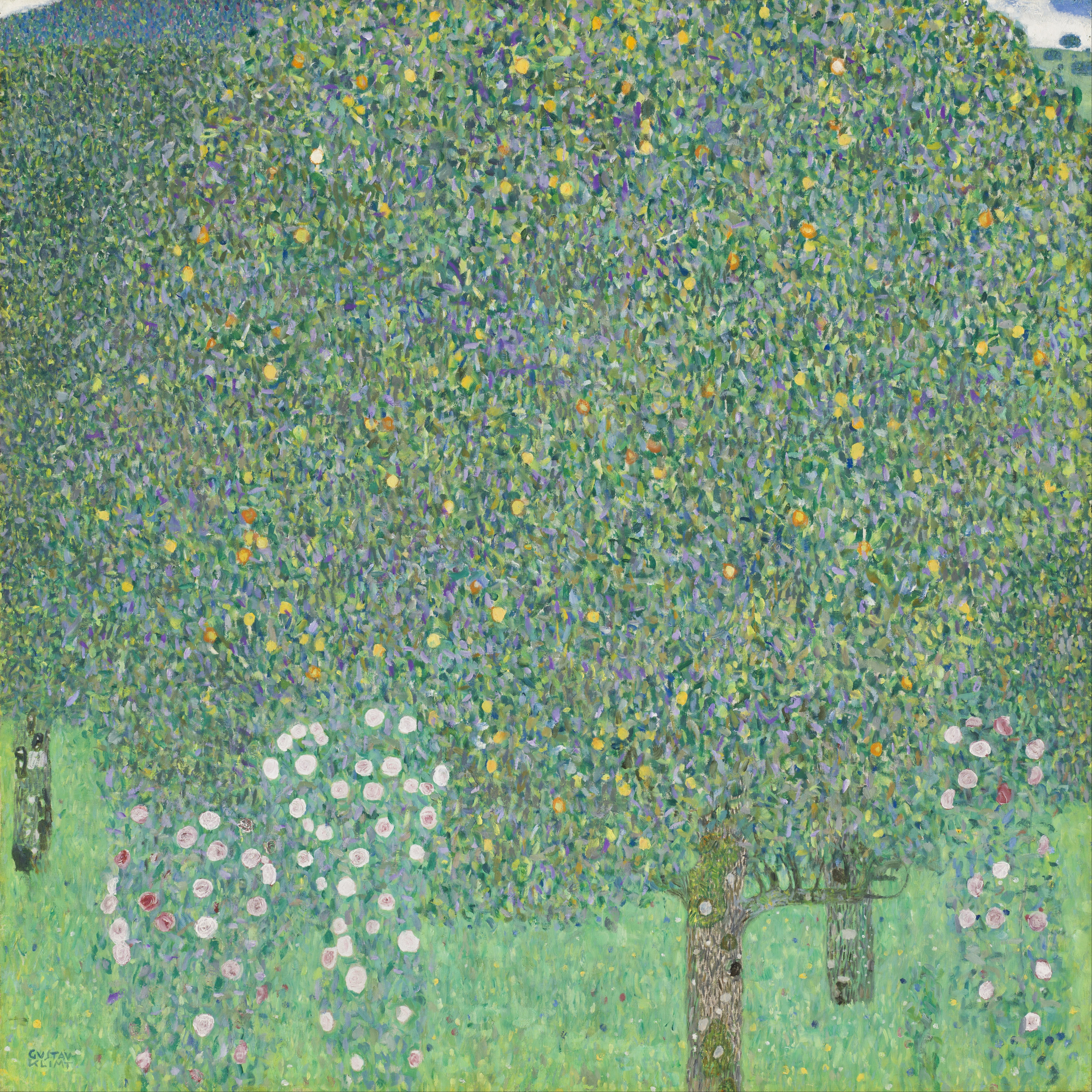
Gustav Klimt: Rosen unter Bäumen

## Restitution von Gemälden
2001 wurde das Klimt-Gemälde Apfelbaum II aus dem Bestand der Österreichischen Galerie Belvedere den Erben von Nora Stiasny zurückgegeben. Das Gemälde war 1911 von Victor Zuckerkandl gekauft worden. Nach Zweifeln an der Zuordnung des Gemäldes zum Besitz von Nora Stiasny steht seit 2018 fest, dass die Restitution zu Unrecht erfolgte.
Nach Beschluss der Französischen Nationalversammlung von 2022 wurde jedoch das Klimt-Gemälde Rosen unter Bäumen, das im Pariser Musée d’Orsay hing, den Erben Nora Stiasnys zugesprochen.